# Monument aux victimes du Bazar de la Charité
Le monument aux victimes du Bazar de la Charité est une sépulture située au cimetière du Père-Lachaise. Monument élevé par la ville de Paris pour les victimes non reconnues de l'incendie du Bazar de la Charité survenu le 4 mai 1897.

## Historique
Le Bazar de la Charité est une vente de bienfaisance organisée à partir de 1885 à Paris par le financier Henri Blount et présidée par le baron de Mackau. Il s'agissait de vendre des objets — objets d’arts, bibelots, tableaux, bijoux, livres et toutes pièces provenant de dons — au profit des pauvres.
L'histoire de cette manifestation mondaine a été marquée par la catastrophe du 4 mai 1897, due à un incendie causé par la combustion des vapeurs de l'éther utilisé pour alimenter la lampe d'un projecteur de cinéma. Il provoque le décès de plus de cent vingt personnes, pour la plupart des femmes de la haute société parisienne, parmi lesquelles Sophie-Charlotte, duchesse d'Alençon (sœur de l'impératrice « Sissi »), la peintre et céramiste Camille Moreau-Nélaton et Madame de Valence et ses deux filles.
Le 8 mai 1897, un service funéraire a lieu en la cathédrale Notre-Dame de Paris en présence du président de la République Félix Faure et du gouvernement. Peu de temps après l'incendie, le terrain de la rue Jean-Goujon sera racheté à Michel Heine par le baron de Mackau. Une souscription est lancée, à l'initiative du cardinal Richard, archevêque de Paris, pour acheter le terrain où avait eu lieu l'incendie, afin d’y construire une chapelle commémorative. Celle-ci sera édifiée par l’architecte Albert Guilbert. La première pierre est posée le 4 mai 1898, et la Chapelle Notre-Dame-de-Consolation est inaugurée le 4 mai 1900 sous l’égide du cardinal Richard.
Comme elle l'avait fait pour les victimes de la catastrophe de l'Opéra-Comique, la Ville de Paris concède un terrain pour l'inhumation des victimes non reconnues de l'incendie du Bazar de la Charité et alloue 1900 francs pour la construction du monument. La délibération du conseil municipal approuvée par arrêté préfectoral du 28 février 1899 octroie gratuitement une concession perpétuelle. La Ville de Paris se charge d'élever et d'entretenir un monument aux victimes non reconnues de l'incendie. Trois ou quatre corps non identifiés sont déposés dans le caveau en juillet 1899,,. Les corps non identifiés qui reposent dans le caveau seraient ceux de  Marie-Gabrielle-Camille Chabod, Claire Dalloyau et Berthile-Suzanne Delphieu.

## Caractéristiques
Le caveau est surmonté d'un monument exécuté d'après les dessins de l'architecte Jean-Camille Formigé. Le monument très simple en pierre d'Euville mesure 1,20 mètre de long et 2 mètres de large. Il est composé « d'un sarcophage posé sur un socle, en forme de demi-colonne engagé dans un piédestal ». La face antérieure comporte l'inscription précisant la destination de l'édifice :

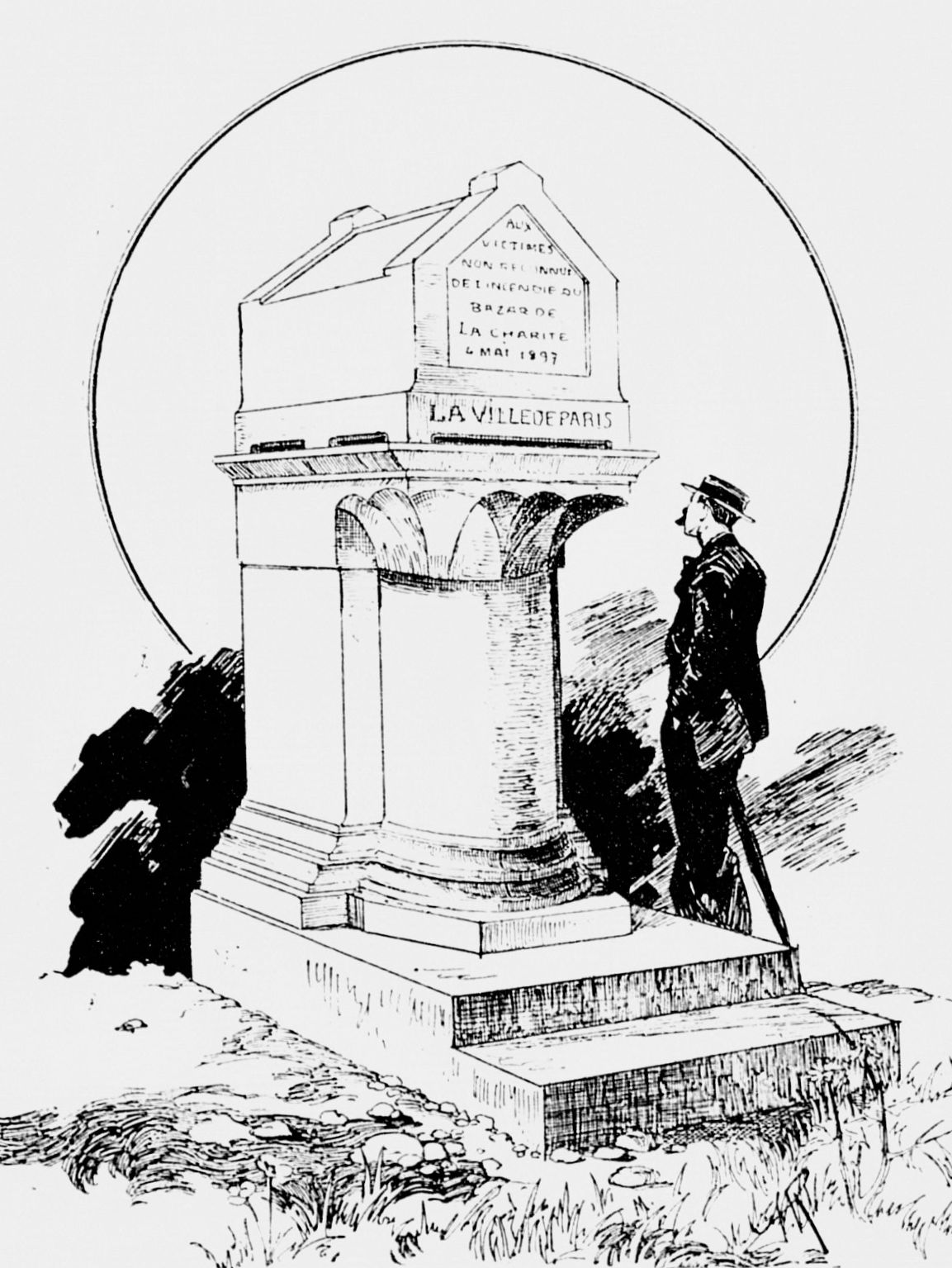
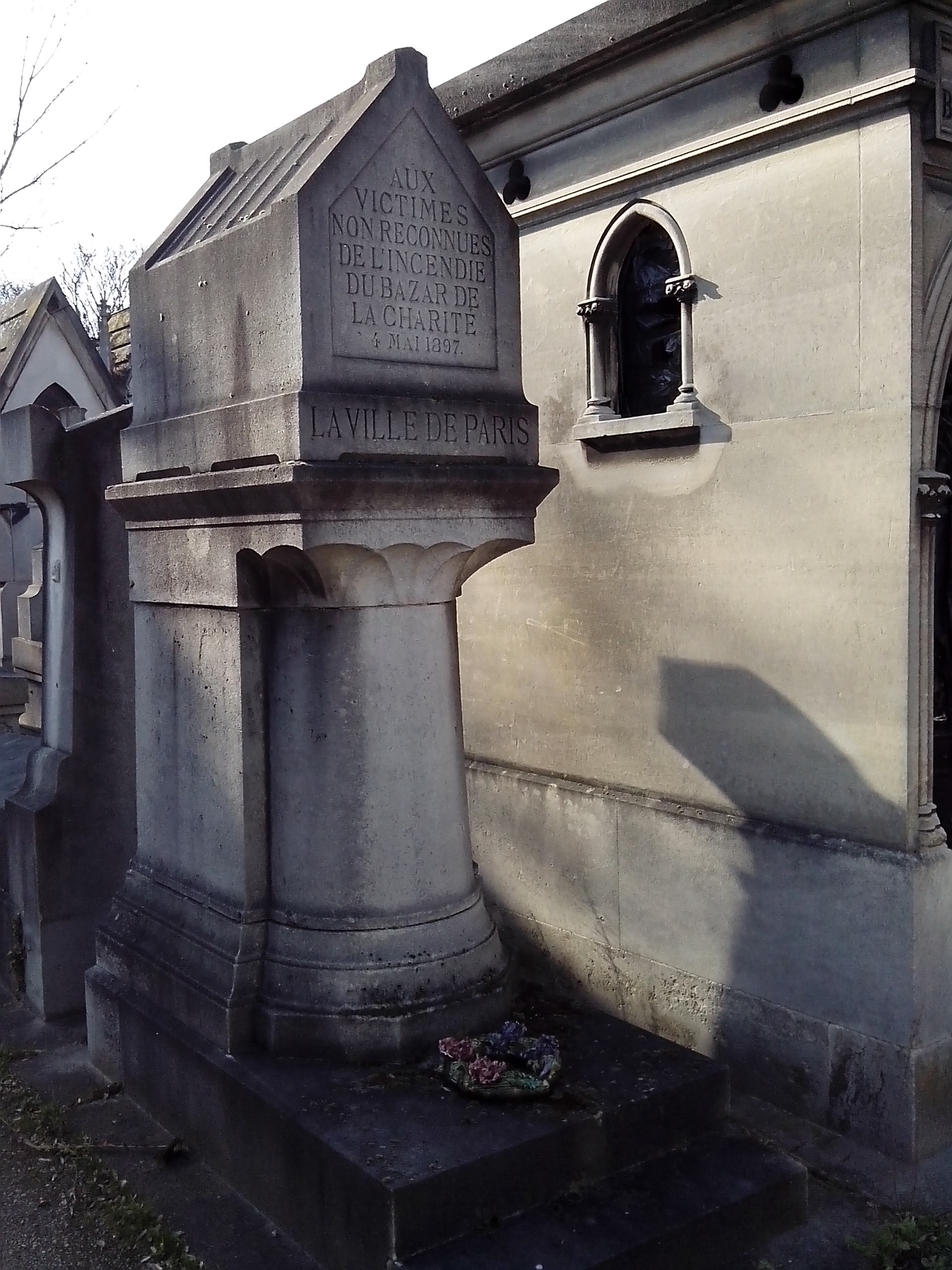

« Aux victimes non reconnues de l'incendie du Bazar de la Charité
4 mai 1897
la Ville de Paris »

## Localisation
Le monument est situé dans la 92e division du cimetière du Père-Lachaise, sur le chemin d'intersection situé au centre de la division, au niveau de la 7e tombe depuis l'avenue transversale n°3.

## Autres sépultures au Père-Lachaise
En plus du caveau de la ville de Paris, une quarantaine de victimes reposent au Père-Lachaise.
| Nom                                                   | Division | Illustration |
| ----------------------------------------------------- | -------- | ------------ |
| Marie-Adèle Sabatier                                  | 67       |              |
| Elise-Christiane Meilhac                              | 61       |              |
| Marguerite-Jacqueline-Yvonne de Valence de Minardière | 44       |              |
| Marie-Antoinette-Margueritte de Valence de Minardière | 44       |              |
| Hélène-Camille-Marguerite Bernard-Dutreil             | 41       |              |
| Charles-Victor Potdevin                               | 61       |              |
| Louis-Ernest Rochet                                   | 53       |              |
| Marie-Thérèse Simon                                   | 65       |              |
| Marie-Agnès de Gossellin                              | 61       |              |
| Marie-Gabrielle-Camille Chabod                        |          |              |
| Berthe-Joséphine Rabery                               | 52       |              |
| Hélène-Zoé-Eudoxie Guérard                            | 65       |              |
| Madeleine-Opportune Hauducoeur                        | 9        |              |
| Marie-Anne-Jeanne Le Royer de la Tournerie            | 22       |              |
| Léonie-Désirée Guillemain                             | 67       |              |
| Geneviève-Blanche Grossier                            | 95       |              |
| Marie-Augustine Glandaz                               |          |              |
| Mathilde-Betty de Weisweiller                         | 7        |              |
| Giovannina-Marguerite-Pauline Peretti                 | 82       |              |
| Thérèse-Jeanne-Marie Donon                            | 36       |              |
| Jeanne-Augustine-Louise Frémyn                        | 42       |              |
| Jeanne-Marie-Christine Carteron                       | 41       |              |
| Marie-Anaïs Gillet                                    | 31       |              |
| Joséphine-Catherine Saintin                           | 49       |              |
| Marie-Angélique-Appoline de Marbot                    | 44       |              |
| Cécile-Marie-Françoise Jullian                        | 70       |              |
| Flore-Opportune Damiens dit Fortin                    | 9        |              |
| Marie-Adélaïde Roubaud                                | 50       |              |
| Marie-Julia de Villiers de la Noue                    | 49       |              |
| Lydie-Jeanne-Camille Panon Desbassayns de Richemont   | 61       |              |
| Berthille-Suzanne Delphieu                            |          |              |
| Claire Dalloyau                                       |          |              |
| Laure-Eugénie-Elisabeth Beucher de Saint-Ange         | 72       |              |
| Claudine-Constance-Virginie-Amélie Guyard-Delalain    | 41       |              |
| Amélie-Angèle Pellerin de Lastelle                    | 73       |              |
| Hélène-Frédréique-Auguste de Haber                    | 63       |              |
| Claire-Sophie Beucher de Saint-Ange                   | 72       |              |
| Louise-Françoise Pedra                                | 32       |              |
| Aline-Félicie Rambourg                                | 67       |              |